# 554

## Evenimente
- Cucerirea Peninsulei Iberice de către împăratul bizantin Justinian I.